# Bundesautobahn 95
Pour les articles homonymes, voir A95.
La Bundesautobahn 95 (ou BAB 95, A95 ou Autobahn 95) est une autoroute de 67,4 kilomètres traversant la Bavière de Munich à Garmisch-Partenkirchen.

## Histoire
La construction, qui a eu lieu en plusieurs tronçons, a démarré au milieu des années 1960 et s'est achevée au début des années 1980.